# Fuerza de Gendarmería Europea
La Fuerza de Gendarmería Europea (EUROGENDFOR, por sus siglas en inglés) es una unidad de carácter operativo, preestructurada, robusta y con capacidad de reacción rápida, integrada exclusivamente por miembros de las fuerzas policiales con estatuto militar de las Partes, con el fin de llevar a cabo todas las actuaciones policiales en el marco de operaciones de gestión de crisis, tal y como establece el artículo 1 del Tratado por el que se crea la Fuerza de Gendarmería Europea.
EUROGENDFOR fue fundada en 2006 por cinco Estados miembros de la Unión Europea: España, Francia, Italia, Países Bajos y Portugal. Posteriormente, se unieron Rumanía en 2009 y Polonia en 2011. Su estatus está consagrado en el Tratado de Velsen del 18 de octubre de 2007. La sede se encuentra en Vicenza, Italia. 
Actualmente, EUROGENDFOR no se encuentra establecida a nivel europeo (la denominada Política Común de Seguridad y Defensa, PCSD); por ejemplo, no es un proyecto de Cooperación Estructurada Permanente (PESCO) de la PCSD. No obstante podrá contribuir a la aplicación de la PCSD, cuando esté disponible como fuerza multinacional de conformidad con el artículo 42.3 del Tratado de la Unión Europea (TUE). 
Aunque se prevé una fuerza de intervención rápida de hasta 900 efectivos, con un total previsto de 2300 efectivos adscritos, EUROGENDFOR tiene un mandato para actuar con otras organizaciones internacionales como la ONU, OTAN o la OSCE.

## Miembros
El tratado fundacional permite a cualquier Estado miembro de la Unión Europea unirse a la Fuerza, con la única condición de que la adhesión necesita la aprobación de los Estados que ya forman parte del ella. Los miembros de la EUROGENFOR son:
| Estado miembro    | Institución                 |
| Fundadores        | Fundadores                  |
| ----------------- | --------------------------- |
| España            | Guardia Civil               |
| Francia           | Gendarmerie Nationale       |
| Italia            | Arma dei Carabinieri        |
| Países Bajos      | Koninklijke Marechaussee    |
| Portugal          | Guarda Nacional Republicana |
| Resto de miembros |                             |
| Polonia           | Żandarmeria Wojskowa        |
| Rumania           | Jandarmeria Română          |

### Socios
- Lituania - Viesojo Saugumo Tarnyba

### Observadores
- Turquía - Gendarmería turca